# Catedral de San José (Antigua Guatemala)
La Parroquia de San José, ubicada en la ciudad de Antigua Guatemala, forma parte de la Arquidiócesis de Guatemala y está ubicada en una sección de la antigua Catedral Primada de Santiago de los Caballeros, que fue destruida por los Terremotos de Santa Marta. La primera edificación de la catedral fue iniciada el año de 1545 con los escombros traídos del destruido asentamiento en el valle de Almolonga, el cual había sido un segundo intento de fundar una localidad en la región. Su completa construcción fue entorpecida por los frecuentes sismos a lo largo de los años. El 7 de abril de 1669 el templo fue demolido y un segundo santuario sería inaugurado en 1680 bajo la dirección de Juan Pascual y José de Porres, existiendo también constancia de que en su reconstrucción trabajó el ingeniero e imaginero español Martín de Andújar Cantos.

## Historia

### Construcción

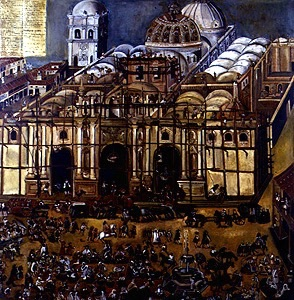
Pintura de 1676 que muestra a la Catedral ya casi terminada.

La catedral de Santiago tuvo tres construcciones; la última de ellas se consagró en noviembre de 1680 y fue obra del maestro Joseph de Porres. En 1718, tras los terremotos de San Miguel, Diego de Porres reparó las bóvedas, los arcos, el cimborrio, el segundo cuerpo y la fachada.
El altar mayor se encontraba en pie bajo una cúpula, sostenida por dieciséis columnas forradas de carey y decorada con medallones de bronce primorosamente trabajados. Sobre la cornisa estaban colocadas la imagen de la Virgen María y de los doce Apóstoles, fabricados de marfil.
En 1743 fue elevada a metropolitana la catedral de Santiago, cuyas fiestas se celebraron con gran pompa en febrero de 1745. El palio fue conducido de Europa por el ilustrísimo señor Marín quien lo transportó hasta Veracruz en donde lo entregó al obispo Molina, quien iba de camino para la ciudad de Santiago de los Caballeros de Guatemala. Al saber que ya iba llegando el obispo, se dispusieron las fiestas para la solemne recepción y el ilustre deán de la Mitra, el cabildo de la iglesia, muchos miembros del clero, los vecinos distinguidos y los prelados de los religiosos salieron en carretones tirados por mulas a recibir al visitante.
Al llegar al palacio arzobispal fueron recibidos por numerosos clérigos, colegiales del Colegio y Seminario Tridentino de Nuestra Señora de la Asunción.  Hubo un tedeum por la capilla del Choro del maestro Kyrós y luego se fueron al Palacio, en donde la capilla estaba ricamente adornada.  Terminada la ceremonia se decretó que el 14 de noviembre de 1745 se realizaran las fiestas de exaltación.

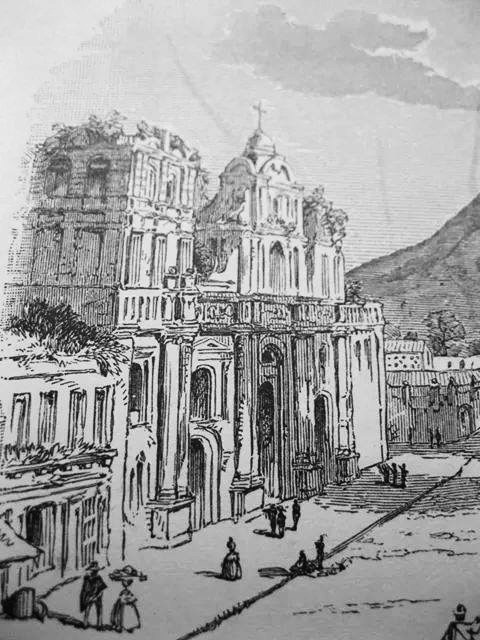
Parroquia de San José alrededor de 1840. La parroquia, establecida en 1804, funciona en lo que anteriormente era entrada a la catedral, y su nave está en donde se encontraba el campanario sur de la misma. Nótese que los campanarios de la catedral todavía estaban en pie, aunque dañados y abandonados.

Ese día las campanas repicaron desde temprano, y se hicieron estallar numerosos cohetillos. A las nueve, los poderes públicos fueron a catedral, la cual estaba adornada con gran esmero y en donde hubo misa solemne.  Cuando se impuso el palio al arzobispo Pardo y Figueroa hubo repique de campanas y cohetillos y castillo de pólvora en la plaza frente a la catedral, seguido de un lujoso banquete a las autoridades civiles y eclesiásticas en el palacio arzobispal.
La fiesta continuó toda la noche, con numerosos juegos pirotécnicos. Los días siguientes las diferentes órdenes regulares hicieron su propia celebración y también hubo danzas indígenas y laicas, carreras de caballos y corridas de toros en la plaza de armas durante los ocho días siguientes.
El arzobispo luego se fue a su casa de campo en Milpas Dueñas, en donde prosiguieron las festividades por otra semana, con corridas de toros proporcionados por Joseph de Naxera, Joseph de Arrivillaga y Miguel de Coronado.
El historiador Domingo Juarros considera que en aquellas diversiones se gastaron cincuenta mil pesos.
Los terremotos de Santa Marta de 1773 ocasionaron serios daños en la estructura de la catedral, restaurándose dos de sus capillas a principios del siglo xix. Debajo la estructura se encuentra una cripta, además de un conjunto túneles cuya utilidad se desconoce.
La catedral albergó los restos del conquistador Pedro de Alvarado que habían sido trasladados a petición de su hija en 1568. Los mismos fueron levantados durante la década de 1940 y llevados al juzgado de paz hasta 1976, en que un terremoto obligó a almacenarlos en el Municipio de Antigua Guatemala, donde permanecieron hasta diciembre de 2007, cuando regresaron al mismo nicho que habían ocupado en la catedral antigüeña.

### Traslado a la Nueva Guatemala de la Asunción

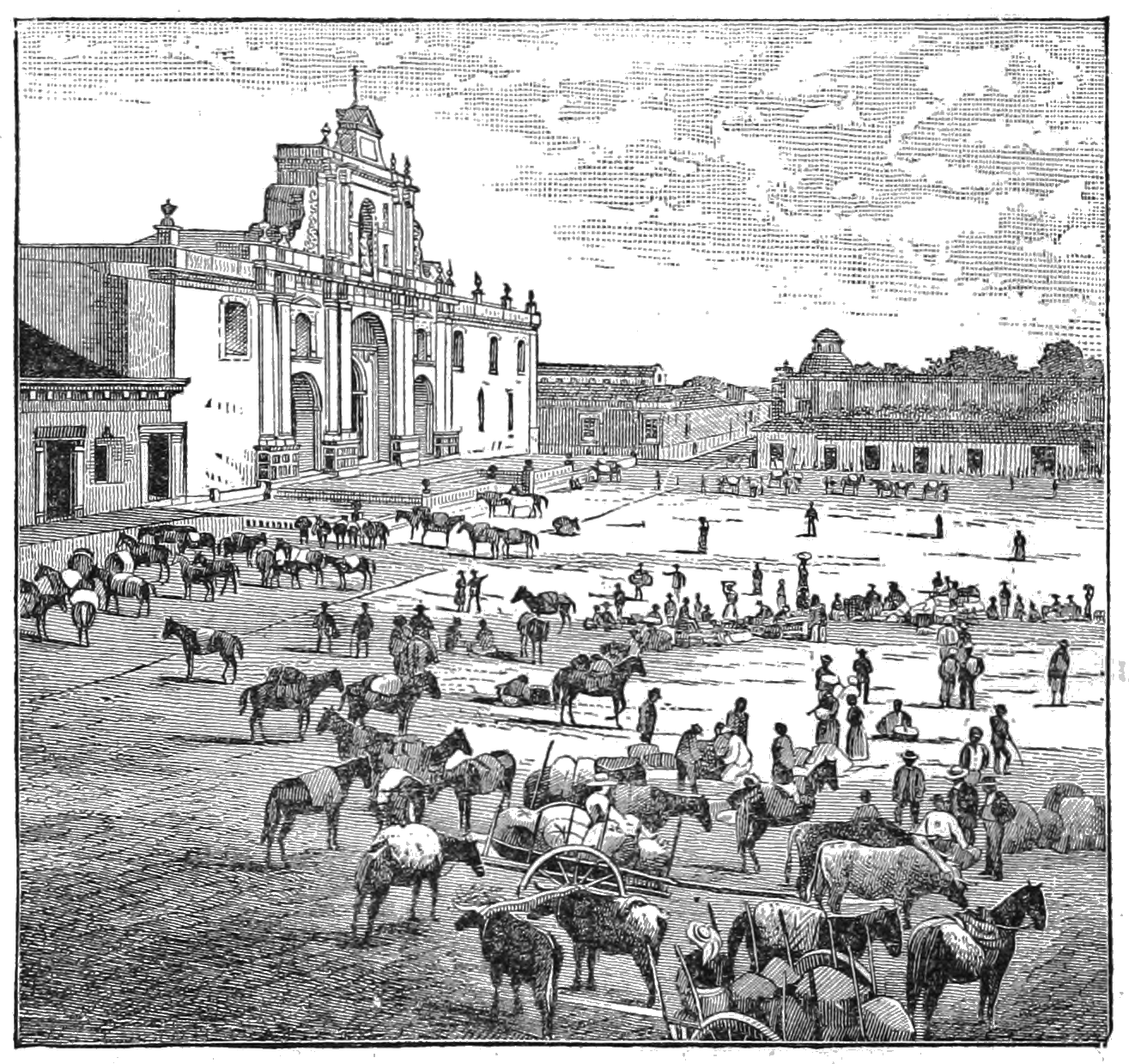
Parroquia de San José en la antigua Catedral de Santiago de la Antigua Guatemala en un grabado de 1884. Nótese el derrumbe de los campanarios tras el terremoto de 1874.

Tras los terremotos de 1773, la catedral se trasladó a la Nueva Guatemala de la Asunción el 22 de noviembre de 1779 y la parroquia de El Sagrario, que también funcionaba en el recinto, en mayo de 1780. Los retablos, muebles e instrumentos de la antigua catedral se quedaron en el recinto, pero en 1783 fueron retirados y almacenados en el edificio de la Universidad de San Carlos, ubicado frente a la catedral, y en la sacristía de la parroquia El Sagrario. Los gigantescos muros del edificio continuaron en pie, pero sin techo; el interior era utilizado como cementerio y las tumbas yacían bajo árboles que sobresalían por encima de los muros.

### Parroquia de San José

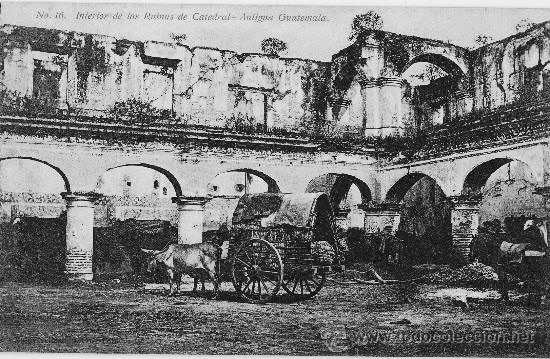
Ruinas de los claustros de la Catedral en la década de 1900.

En 1804, el arzobispo Peñalver y Cárdenas decidió crear la parroquia de El Señor San José en Antigua Guatemala, la cual incorporó a tres parroquias provisionales que funcionaban en las antiguas iglesias de Candelaria, San Sebastián y Los Remedios. Los bienes de La Candelaria fueron trasladados al edificio de la antigua Universidad de San Carlos Borromeo, y la iglesia abandonada. La nueva parroquia recibió entre los bienes de la Candelaria una imagen del Señor del Descendimiento, la cual es venerada en la parroquia desde entonces.
En 1806, el presbítero Rafael José Luna, cura de San José, tuvo la idea de utilizar las ruinas de la antigua catedral como parroquia; en 1814 el cabildo eclesiástico resolvió aceptar la petición y en 1819 se iniciaron algunos trabajos de remodelación del edificio, derrumbando partes arruinadas, como los campanarios. Los trabajos se detuvieron por un tiempo, hasta que se reiniciaron en 1832. Al terminar los trabajos, la parroquia de San José se trasladó del antiguo edificio de la Universidad de San Carlos a la antigua catedral, en donde ha estado desde entonces. Los retablos que tiene esta nueva parroquia no son los originales de la catedral: fueron elaborados en 1856.

### Terremoto de 1874
De acuerdo al periódico estadounidense The New York Times, el terremoto de Guatemala del 3 de septiembre de 1874 fue el más devastador de los que se registraron en ese año en todo el mundo. No solamente se destruyó completamente el pueblo de Parramos,
 sino que bandas de forajidos armados con cuchillos y otras armas punzocortantes intentaron asaltar a los damnificados y robarles lo poco que les quedaba; afortunadamente, las bandas fueron capturadas por la policía del gobierno del general Justo Rufino Barrios y ejecutadas sumariamente.
Un testigo relató que el terremoto se sintió como una combinación de una larga serie de movimientos verticales y horizontales que hacían que pareciera que el suelo se movía en forma de olas y que se elevaba hasta un pie de alto por encima de su nivel normal. Otro testigo indicó que el pueblo de San Miguel Dueñas quedó totalmente destruido, y quienes lograron sobrevivir salieron huyendo buscando áreas más seguras.  En total, hubo US$300,000 en pérdidas; los poblados afectados aparte de Antigua Guatemala, Dueñas, Parramos y Patzicía, fueron Jocotenango, San Pedro Sacatepéquez, Ciudad Vieja y Amatitlán.
El fotógrafo Eadweard Muybridge visitó Antigua Guatemala en 1875 y dejó un registro fotográfico de estado de a ciudad tras este sismo y se puede advertir comparando sus fotografías con los grabados existentes que la parroquia de San José perdió las torres de los campanarios.
En 1897, la escritora Ariza Poitevín describió así las condiciones en que se encontraban las ruinas de la Catedral: «había numerosos templos y edificios arruinados por cuyas grietas salían gruesas raíces de los árboles que habían crecido producto del abandono en que se encontraban las estructuras; la Catedral se podía visitar, pero con dificultad ya que era tal el descuido que el ambiente era fétido y húmedo y abundaban aves nocturnas y murciélagos, dándole al lugar un aspecto tétrico y sombrío».

### SigloXX

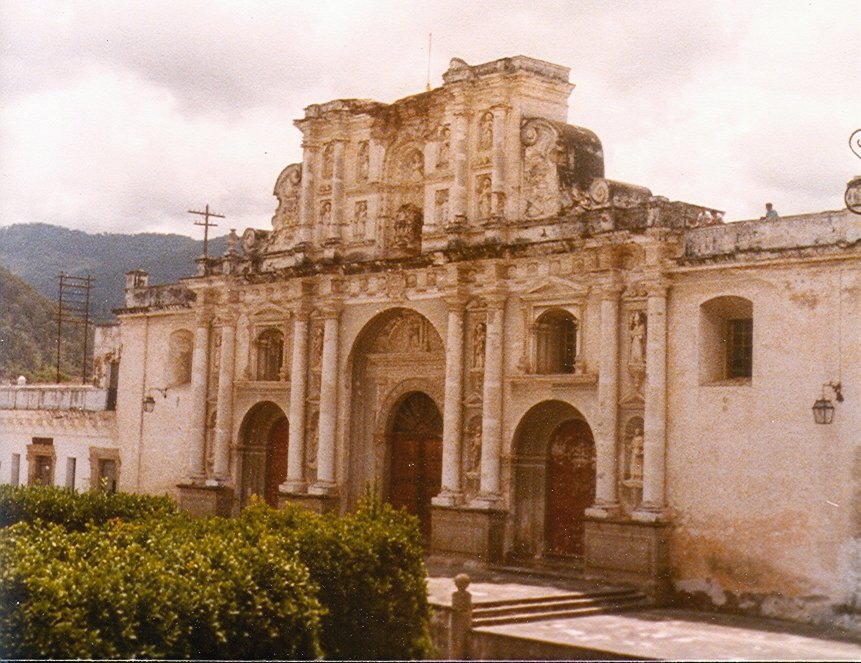
Fachada de la catedral dañada por el terremoto de 1976. Foto de 1979.

En 1918, tras los terremotos que devastaron la Ciudad de Guatemala, Herbert J. Spinden, corresponsal de la revista científica estadounidense National Geographic Magazine llegó a Guatemala y visitó la Catedral de Antigua Guatemala;   Spinden describió así el estado de la Catedral:  «La fachada de la catedral mira hacia la plaza central de la ciudad y esconde una gran extensión de edificios destruidos.  A través de una puerta lateral se ingresa a la nave principal en ruinas y se pasa debajo del domo central donde los pilares están ricamente adornados por ángeles y relieves en forma de laberinto; o bien, se puede subir al techo y caminar con dificultad sobre la vegetación que ha crecido sobre las vigas que une a las domos en forma de huevo.»

## Galería de imágenes
|                                           |
| Atrio de la Catedral de San José en 1979. |

|                                              |
| La fachada de la catedral en la noche (2009) |

|                                        |
| Decoración durante Semana Santa (2016) |

|                                        |
| Decoración durante Semana Santa (2016) |